# Rhabdoclytus alternans
Rhabdoclytus alternans là một loài bọ cánh cứng trong họ Cerambycidae.